# Profil utilisateur

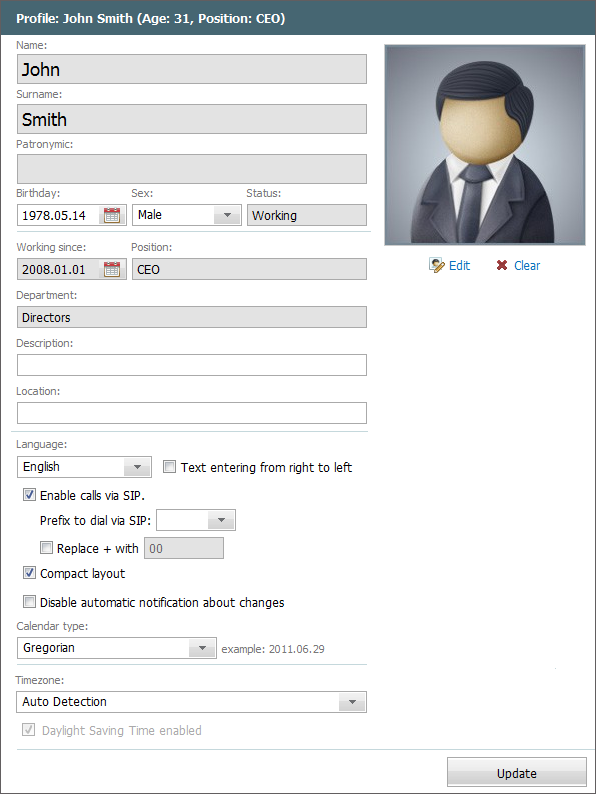
Exemple de profil d'utilisateur

Un profil utilisateur ou modèle d'utilisateur est un ensemble de données et métadonnées fonction d'un ou plusieurs utilisateurs qui influence le comportement d'un dispositif informatique. Un profil peut être relatif à une personne seule, ou à un groupe de personnes ayant des points communs, tels que par exemple les membres d'un groupe de travail,. 

## Utilisations
Certaines des données des profils utilisateurs sont données par les utilisateurs eux-mêmes pour la configuration des logiciels et applications qu'ils utilisent. D'autres proviennent de l'utilisation collective de systèmes informatiques connectés en réseau.
Le profil utilisateur peut notamment contenir les préférences linguistiques. Mais le profil utilisateur peut être beaucoup plus large, et contenir des préférences booléennes pouvant conduire à un traitement différencié et être issu de calculs probabilistes exploitant par exemple les réseaux bayésiens,

Les profils utilisateurs sont utilisés dans les logiciels collectifs, tels que les médias sociaux, les systèmes d'exploitation, les systèmes de gestion de bases de données, les moteurs de recherche ou les sites de vente en ligne.

### Configuration des logiciels systèmes et applicatifs
Dans les systèmes d'exploitation Windows, un profil utilisateur contient les réglages personnels appliqués à l'environnement de bureau pour cet utilisateur ; par exemple les marque-pages du navigateur web, les connexions au réseau, les réglages des imprimantes, les comptes courriel ou les documents personnels. Un administrateur système peut créer des profils collectifs, applicables à un groupe de personnes. Les profils peuvent être mobiles (anglais roaming), dans quel cas ils seront appliqués sur chaque ordinateur que l'utilisateur manipule.  Une fonction similaire existe dans l'environnement de bureau GNOME. 
Dans les ordinateurs centraux IBM AS 400, les profils utilisateurs sont utilisés par exemple pour définir les opérations autorisées pour un utilisateur, le premier programme qui lui est présenté et la langue des messages. Chaque profil utilisateur individuel peut être associé à un profil de groupe - profil collectif.

### Configuration au sein d'un service collectif
Les profils permettent par exemple d'autoriser l'accès à certains programmes réservés à un secteur de l'organisation (marketing, finance, ressources humaines). En vue de simplifier leur manipulation, de telles autorisations sont attribuées à des groupes de personnes plutôt qu'individuellement.
Dans le logiciel de base de données Oracle Database, les profils utilisateurs permettent de limiter la quantité de ressources matérielles. Chaque profil peut être attribué à plusieurs utilisateurs et permet, par exemple, de limiter l'utilisation du processeur, la durée des sessions ou la longueur des mots de passe.

### Profilage automatique sur internet
Des travaux de recherche sont en cours en vue d'améliorer la pertinence des résultats donnés par les moteurs de recherche en fonction du profil utilisateur. Dans de telles applications, le profil utilisateur contiendrait une table de calculs des scores destinés à ajuster les résultats aux attentes d'un utilisateur: le moteur de recherche affiche en premier lieu les résultats qui obtiennent le score le plus élevé.
L'adresse IP, par exemple, pourrait être utilisée pour un tel profilage

## Contenu d'un profil
Outre les informations d'identification de base (par exemple, l'identifiant ou des éléments d'état civil), le profil utilisateur peut regrouper des informations très diverses selon les besoins.
Parmi celles-ci  :
- des caractéristiques personnelles pouvant influencer fortement l'interaction (âge, sexe, etc.),
- les intérêts et les préférences générales relatives à la tâche à accomplir, qui permettent une adaptation aux attentes de l'utilisateur,
- les compétences ou le niveau de savoir-faire relatifs à la tâche (pour déterminer par exemple un degré d'autonomie et déceler un besoin d'aide ou de formation),
- le but courant de l'utilisateur (dont l'impact est fort, mais la détermination souvent difficile),
- sur les capacités non cognitives liées à l'individu, par exemple pour adapter l'interface à un handicap (cécité, surdité, handicap moteur, etc.)
- un historique des interactions avec le service, qui peuvent permettre de modéliser les habitudes comportementales
- une mesure de l'état psychologique (stress, fatigue, etc.) qui reste difficile à déterminer

Le profil utilisateur peut donc contenir des informations sensibles qu'il convient 
- d'obtenir en respectant la législation en vigueur, notamment en ce qui concerne le respect de la vie privée et des droits individuels,
- de protéger avec les méthodes de sécurité adéquates

Le contexte de l'interaction est quant à lui une extension du profil utilisateur. Il contient des informations complémentaires permettant une meilleure adaptation à son environnement local (comme la taille de son écran, la disponibilité d'une sortie audio, etc.)

## Représentation
Les données du profil utilisateur sont représentées différemment selon les besoins. En général, on les stocke dans une table sous la forme de couples attribut-valeur où chaque couple représente une propriété du profil. Les propriétés peuvent éventuellement être regroupées par catégories.
Les valeurs peuvent être de tous types (numériques, alphanumériques) mais elles peuvent aussi stocker des distributions de probabilités (pour les services adaptatifs).

## Acquisition
Selon le degré d'adaptation du système, les données du profil utilisateur peuvent être renseignées par :
- l'utilisateur lui-même (profil réflexif) ;
- la sélection d'un profil préexistant créé par des experts du domaine (profil expert) ;
- le système au cours de l'utilisation (profil dynamique) via le profilage.

Il est aussi possible de partir d'un profil existant et de s'en servir comme prototype. Dans ce cas, le prototype peut être copié pour être adapté. Cela offre l'avantage d'avoir des informations typiques et de les affiner au fur et à mesure.

## Exemple de profil utilisateur
On peut prendre l'exemple de Wikipédia pour illustrer ce concept.
Chaque contributeur inscrit peut être relié à :
- des informations personnelles telles que : 
  - son adresse IP[13], vue comme un identifiant privé
  - son pseudonyme, vu comme un identifiant public
- des caractéristiques liées à la tâche comme : 
  - son expérience du système (nombre d'éditions par exemple)
  - les langues parlées et leur niveau (voir Babel)
  - son statut
- un ensemble de préférences explicites (que l'on retrouve dans l'onglet Mes préférences)
- un historique des interactions avec le système et les autres utilisateurs (dont ses contributions, que l'on retrouve dans l'onglet Mes contributions)
- un ensemble de centres d'intérêt (rôle joué par la Liste de suivi)

## Profil de logiciel Mozilla
Dans les différents logiciels de famille Mozilla (la version originale de Mozilla, puis Firefox, Thunderbird, Sunbird, etc.), le profil est le répertoire contenant les fichiers de configuration du logiciel. Cela permet de déplacer aisément un compte d'utilisateur d'un ordinateur, d'un disque ou d'un répertoire à un autre.
Chacun de ces logiciels utilise un gestionnaire de profils, ne pouvant être utilisé que si le logiciel lui-même n'a pas de processus en cours. Les noms et emplacements des différents profils sont répertoriés dans un fichier nommé Prefs.js, auquel le logiciel fait référence à chaque démarrage.

## profilage web
Le profil d'un utilisateur peut être donné par son identité en ligne. 
Le profil d'un utilisateur anonyme peut également être construit en utilisant l'historique de navigation web: Comme l'utilisation du web par un individu est unique, faire correspondre le profil d'utilisation web à des échantillons connus fournit un moyen d'identifier un utilisateur inconnu.
Le profilage des utilisateurs est également une activité importante du web sémantique.
Le profilage des utilisateurs peut par exemple être lié à l'historique de navigation et ses centres d'intérêt. Il peut notamment prendre en compte les noms de domaine des sites visités, et les mots clés d'une page pour les associer à des ontologies.
Pour construire un profil utilisateur, parmi d'autres informations, le nombre de pages vues par l'utilisateur et le temps d visualisation des pages de chaque domaine peuvent notamment être utilisés
Le profilage des utilisateurs a été utilisé dans le contexte du commerce électronique et des systèmes personnalisés.
Le profilage des utilisateurs permet d'établir le filtrage de l'information sur la base du contenu, ou sur une base collaborative,.
Une recherche peut également être personnalisée en utilisant lles données d'historique individuel de clics pour modéliser les préférences de recherche dans un profil utilisateur ontologique. Ce profil une fois incorporé permet de réordonner les résultats de recherches, pour fournir une vue personnalisée,.
Des expérimentations ont utilisé le comportement des utilisateurs, notamment la décision de continuer la navigation sur le site ou d'en sortir, et la durée de vue de chaque page au cours d'une visite web,.
D'autres expérimentations ont utilisé le comportement des utilisateurs pour prédire l'age et le sexe de ceux-ci, en recoupant l'historique de navigation de personnes dont l'age et le sexe n'étaient pas connus, avec l'historique de navigation de personnes dont l'age et le sexe étaient connus, au travères d'un modèle Bayésien,.